# Unione Sportiva Lecce 1966-1967
Questa voce raccoglie le informazioni riguardanti l'Unione Sportiva Lecce nelle competizioni ufficiali della stagione 1966-1967.

## Divise
| Casa |

## Rosa
| N. |                   | Ruolo | Calciatore         |
| -- | ----------------- | ----- | ------------------ |
|    | Italia (bandiera) | P     | Claudio Bottoni    |
|    | Italia (bandiera) | P     | Aldo Panico        |
|    | Italia (bandiera) | D     | Stefano Marcucci   |
|    | Italia (bandiera) | D     | Aldo Lucci         |
|    | Italia (bandiera) | D     | Rocco Melideo      |
|    | Italia (bandiera) | D     | Luigi Garagna      |
|    | Italia (bandiera) | D     | Ubaldo Marconato   |
|    | Italia (bandiera) | D     | Alfredo Tardivo    |
|    | Italia (bandiera) | D     | Angelo Zini        |
|    | Italia (bandiera) | C     | Eugenio Bersellini |

| N. |                   | Ruolo | Calciatore         |
| -- | ----------------- | ----- | ------------------ |
|    | Italia (bandiera) | C     | Angelo Cesana      |
|    | Italia (bandiera) | C     | Giuseppe Cartisano |
|    | Italia (bandiera) | C     | Eugenio Petrini    |
|    | Italia (bandiera) | C     | Paolo Mercurio     |
|    | Italia (bandiera) | C     | Mario Dalla Pietra |
|    | Italia (bandiera) | C     | Luigi Trevisan     |
|    | Italia (bandiera) | A     | Antonio Bungaro    |
|    | Italia (bandiera) | A     | Angelo Mammì       |
|    | Italia (bandiera) | A     | Giuseppe Gareffa   |
|    | Italia (bandiera) | A     | Giancarlo Brutti   |

## Risultati

### Serie C

#### Girone di andata
| Arbitro: | Pontini (Ferrara) |

|                                     |           |              |
| Camaioni 30’ Capelli 35’ Magnan 43’ | Marcatori | 17’ Trevisan |

| Arbitro: | Leita (Catania) |

|            |           |  |
| Brutti 13’ | Marcatori |  |

| Arbitro: | Casella (Messina) |

|            |           |                    |
| Brutti 21’ | Marcatori | 70’ (aut.) Farroni |

| Arbitro: | Monforte (Palermo) |

|            |           |  |
| Caputi 33’ | Marcatori |  |

| Arbitro: | Sorrentino (Roma) |

|                                  |           |  |
| Trevisan 44’ Bersellini 67’, 89’ | Marcatori |  |

| Arbitro: | Campanini (Finale Emilia) |

|                          |           |  |
| Trevisan 26’ Mellina 76’ | Marcatori |  |

| Arbitro: | Aloisi (Giulianova) |

|                                |           |  |
| Mariani 17’ Campanini 21’, 42’ | Marcatori |  |

| Arbitro: | Lo Giudice (Torino) |

|                  |           |  |
| Dalla Pietra 88’ | Marcatori |  |

| Arbitro: | Carrara (Milano) |

|               |           |                         |
| Sacchella 13’ | Marcatori | 52’ Gerosa 80’ Frascoli |

| Nardò 27 novembre 1966 10ª giornata | Nardò           | 0 – 0 referto | Lecce | Stadio Granata\| Arbitro: \| Fioretti (Roma) \| |
| Arbitro:                            | Fioretti (Roma) |               |       |                                                 |

| Arbitro: | Leita (Catania) |

|                                    |           |                      |
| Rivellino 3’ Palma 15’ Zurlini 22’ | Marcatori | 18’ Mammì 51’ Cesana |

| Lecce 11 dicembre 1966 12ª giornata | Lecce             | 0 – 0 referto | Bari | Stadio Via del Mare\| Arbitro: \| Pfiffner (Torino) \| |
| Arbitro:                            | Pfiffner (Torino) |               |      |                                                        |

| Lecce 18 dicembre 1966 13ª giornata | Lecce       | 0 – 0 referto | Crotone | Stadio Via del Mare\| Arbitro: \| Calì (Roma) \| |
| Arbitro:                            | Calì (Roma) |               |         |                                                  |

| Siracusa 1 gennaio 1967 14ª giornata | Siracusa       | 0 – 0 referto | Lecce | Stadio Vittorio Emanuele III\| Arbitro: \| Pilotto (Roma) \| |
| Arbitro:                             | Pilotto (Roma) |               |       |                                                              |

| Arbitro: | Rodomonte (Teramo) |

|               |           |              |
| Puliafito 50’ | Marcatori | 75’ Marcucci |

| Arbitro: | Falzea (Reggio Calabria) |

|                                         |           |            |
| Sacchella 30’ Cartisano 55’ Mellina 88’ | Marcatori | 74’ Tonini |

| Arbitro: | Casella (Messina) |

|                     |           |                  |
| Marcucci 71’ (aut.) | Marcatori | 69’, 77’ Mellina |

#### Girone di ritorno
| Lecce 29 gennaio 1967 18ª giornata | Lecce              | 0 – 0 referto | Del Duca Ascoli | Stadio Via del Mare\| Arbitro: \| Capriccioli (Roma) \| |
| Arbitro:                           | Capriccioli (Roma) |               |                 |                                                         |

| Taranto 5 febbraio 1967 19ª giornata | Taranto          | 0 – 0 referto | Lecce | Stadio Salinella\| Arbitro: \| Leardi (Messina) \| |
| Arbitro:                             | Leardi (Messina) |               |       |                                                    |

| Arbitro: | Lo GIudice (Torino) |

|                          |           |                       |
| Selmo 28’ Ive 81’ (rig.) | Marcatori | 79’ (rig.) Bersellini |

| Arbitro: | Beccaria (Lecco) |

|  |           |             |
|  | Marcatori | 70’ Viacava |

| Arbitro: | Prece (Roma) |

|              |           |  |
| De Tozzi 44’ | Marcatori |  |

| Arbitro: | Sgherri (Grosseto) |

|           |           |  |
| Franzò 8’ | Marcatori |  |

| Lecce 12 marzo 1967 24ª giornata | Lecce            | 0 – 0 referto | Cosenza | Stadio Via del Mare\| Arbitro: \| Treggiari (Roma) \| |
| Arbitro:                         | Treggiari (Roma) |               |         |                                                       |

| Arbitro: | Porcelli (Lodi) |

|                     |           |  |
| Marcucci 70’ (aut.) | Marcatori |  |

| Pescara 26 marzo 1967 26ª giornata | Pescara         | 0 – 0 referto | Lecce | Stadio Adriatico\| Arbitro: \| Fusaro (Padova) \| |
| Arbitro:                           | Fusaro (Padova) |               |       |                                                   |

| Arbitro: | Magnani (Firenze) |

|               |           |         |
| Sacchella 48’ | Marcatori | 1’ Nedi |

| Arbitro: | Cimma (Biella) |

|             |           |                     |
| Melideo 45’ | Marcatori | 36’ (rig.) Galvanin |

| Arbitro: | D'Auria (Salerno) |

|             |           |             |
| Mujesan 29’ | Marcatori | 84’ Mellina |

| Arbitro: | Ghirardello (Merano) |

|  |           |                  |
|  | Marcatori | 35’ (aut.) Fanti |

| Arbitro: | Capobianco (Cagliari) |

|                       |           |  |
| Mellina 17’ Mammì 46’ | Marcatori |  |

| Arbitro: | Serafino (Roma) |

|                                              |           |             |
| Trevisan 39’ Mammì 70’ Bersellini 87’ (rig.) | Marcatori | 78’ Menotti |

| Arbitro: | Campanini (Finale Emilia) |

|              |           |  |
| Fracassi 44’ | Marcatori |  |

| Arbitro: | Palumbo (Roma) |

|                           |           |  |
| Cartisano 62’ Mellina 78’ | Marcatori |  |

## Fonte
- WLecce.it.